# Dudu (panda)
Dudu velja za najstarejšega znanega velikega pando na svetu. Ob svoji smrti je bila stara 37 let. Vpisana je v Guinessovo knjigo rekordov kot najstarejši veliki panda, njena starost ustreza 110 človeškim letom.

## Življenje
Samica se je skotila 28. aprila 1962 v naravnem rezervatu. Najprej je bila prepeljana v živalski vrt v Čengduju, nato pa 1972 v Vuhan, kjer je poginila 22. julija 1999.  Eden izmed vzrokov smrti je bila tudi huda poletna vročina. Sicer je zaradi svoje starosti trpela za epilepsijo, njeno zdravstveno stanje je 24-ur na dan spremljala posebna veterinarska skupina. Zaradi njene starosti je pando kitajska tiskovna agencija Šinhua razglasila za »boga dolgoživosti«.
Zadnjih deset let njenega življenja so jo hranili predvsem z mlekom in mletim mesom, saj je imela zaradi obrabljenih in izpadlih zob težave pri žvečenju bambusa, z izjemo najnežnejših vršičkov. Za 35. rojstni dan je prejela pravo torto.